# Naut Aran
Naut Aran là một đô thị trong tỉnh Lleida, cộng đồng tự trị Cataluña Tây Ban Nha. Đô thị Naut Aran có diện tích là 248,89 ki-lô-mét vuông, dân số năm 2009 là 11729 người với mật độ 6,96 người/km². Đô thị Naut Aran có cự ly km so với tỉnh lỵ Lleida.